# Almenara, Castellón
Almenara là một đô thị trong tỉnh Castellón, Cộng đồng Valencia, Tây Ban Nha. Đô thị Almenara, Castellón có diện tích 27,6 km², dân số theo điều tra năm 2010 của Viện thống kê quốc gia Tây Ban Nha là 6007 người. Đô thị Almenara, Castellón nằm ở khu vực có độ cao 26 mét trên mực nước biển.